# 何有麟
何有麟（？—），男，中华人民共和国外交官，现任中华人民共和国驻马赛总领事。

## 生平
何有麟曾任外交部国际经济司参赞。2022年，任驻非盟使团公使衔参赞、首席馆员。2025年5月，出任中华人民共和国驻马赛总领事。